# Dyrehave Mølle
Dyrehave Mølle er en helmuret, rund tårnmølle af grundtypen hollandsk vindmølle med galleri. Den består af en undermølle med tre lofter og en overmølle med fire lofter. Møllen er 25 meter høj og dermed en af de største af de gamle danske vindmøller.
Hatten er løgformet og beklædt med zink. Møllens vinger har klapper af træ, vingefanget er ca. 20 meter, og den krøjer med vindrose.

## Konstruktion og teknik
Dyrehave Mølle er bygget i 1858 af sten, hvor overmøllen (med de øverste "lofter") er pudset, mens nederste del er kalket. Møllehatten er beklædt med zinkplader og udstyret med vindrose.
Adgangen til møllen skete gennem en port, hvor hestekøretøjerne kunne læsse kornet af.
De tre nederste lofter kaldes halvloftet, det lyse loft og det mørke loft; de tilsvarer det ene loft, som i de fleste hollandske vindmøller kaldes broloftet. På halvloftet blev de færdige produkter læsset ned på vognene, 
det lyse loft fungerede som magasin, og på det mørke loft blev melet læsset i sækkene.
Pladsforholdene til disse funktioner har derfor været væsentligt bedre end i de fleste hollandske møller.
I overmøllen er møllens tre stenkværne placeret på kværnloftet, hvor stjernehjulet trækker kværnene. Herfra er der adgang til galleriet, hvorfra møllen svikkes.
Over kværnloftet er der som i andre møller et lorrisloft og et hatloft, men mellem disse er der – utraditionelt – yderligere et loft, kaldet støvloftet.
I 1923 blev der installeret en Deutz råoliemotor som hjælpemotor. Senere blev den suppleret med en elektromotor. Disse motorer er bevarede.